# Clytus viridescens
Clytus viridescens är en skalbaggsart som beskrevs av Masaki Matsushita 1933. Clytus viridescens ingår i släktet Clytus och familjen långhorningar.
Artens utbredningsområde är Taiwan. Inga underarter finns listade i Catalogue of Life.